# Forschungsreaktor Karlstein
Mit Forschungsreaktor Karlstein werden zwei Forschungsreaktoren bezeichnet, die in den 1960er und 1970er Jahren zunächst von der AEG und später von der Kraftwerk Union in Karlstein am Main betrieben wurden.

## Geschichte
Die RWE begann gemeinsam mit Bayernwerk im Jahr 1958 in Großwelzheim (heute Karlstein), mit dem Bau des Kernkraftwerks Kahl, dem ersten deutschen Kernkraftwerk. Die AEG entschied sich, um die eigenständige Entwicklung ihres Siedewasserreaktors voranzutreiben, daraufhin für den Bau einer eigenen Kernenergieversuchsanlage. Ursprünglich war als Standort der Anlage das Forschungsinstitut der AEG in Frankfurt-Niederrad vorgesehen, dort erhielt man jedoch keine Genehmigung für den Bau eines Kernreaktors. So wurde ein Gelände in der Nähe des noch im Bau befindlichen Kernkraftwerks Kahl gesucht und schließlich von der RWE erworben.
Mit dem Bau der „Kernenergieversuchsanlage Großwelzheim“ wurde im Januar 1960 begonnen. Die Ansiedlung der Kernenergieversuchsanlage fand – ebenso wie das Kernkraftwerk – seinerzeit große Zustimmung bei den Bürgern von Großwelzheim. Die Gemeinde nahm 1965 sogar das Atomsymbol in ihr Wappen auf. Nach dem Zusammenschluss von Großwelzheim mit Dettingen im Jahr 1975 zur neuen Gemeinde Karlstein am Main findet sich das Symbol auch im neuen Wappen.
Am Standort wurden die beiden Forschungsreaktoren PR-10 und TKA gebaut und insgesamt über einen Zeitraum von 15 Jahren unterhalten. Neben den beiden Forschungsreaktoren betrieb die AEG dort Anfang der 1970er Jahre auch das Versuchskernkraftwerk Großwelzheim.
Zum 1. April 1973 führten Siemens und die AEG ihre Reaktorentwicklungs- und -forschungsabteilungen zusammen und gliederten sie in das 1969 gegründete Gemeinschaftsunternehmen Kraftwerk Union ein. Damit wurde aus der Kernenergieversuchsanlage der AEG das Entwicklungs-, Service- und Schulungszentrum der Kraftwerk Union. Seit Anfang 2001 gehört der Standort zu AREVA.

## Reaktoren

### AEG-Prüfreaktor
Der AEG-Prüfreaktor (PR-10) war ein Argonaut-Reaktor, der vom 27. Januar 1961 bis zum Jahr 1976 in Betrieb war. Der Reaktor wurde mit leichtem Wasser moderiert, die Neutronenreflektoren bestanden aus Graphit. Die Brennelemente aus hochangereichertem Uran waren plattenförmig und mit Aluminium ummantelt. Der Reaktor hatte eine Nennleistung von zunächst 10, später 180 Watt. Die maximale thermische Neutronenflussdichte lag bei 2,5 × 1010 n/(cm2s). Die Stilllegung des Reaktors begann am 27. Juli 1976 und wurde am 22. Februar 1978 abgeschlossen.

### AEG-Nullenergiereaktor
Der AEG-Nullenergiereaktor (TKA) war ein Nullleistungsreaktor vom Tank-Typ, der vom 23. Juni 1967 bis zum Jahr 1973 in Betrieb war. Er hatte eine Leistung von 100 Watt, die Neutronenflussdichte betrug weniger als 108 n/(cm2s). Seine Stilllegung begann am 28. September 1981 und wurde am 21. Dezember 1981 abgeschlossen.